# Бёртон, Ричард Фрэнсис
Капитан сэр Ри́чард Фрэ́нсис Бёртон, или Бе́ртон (англ. Richard Francis Burton; 19 марта 1821, Торки (Англия), — 20 октября 1890, Триест) — британский путешественник, писатель, поэт, переводчик, этнограф, лингвист, гипнотизёр, фехтовальщик и дипломат. Прославился своими исследованиями Азии и Африки, а также своим исключительным знанием различных языков и культур. По некоторым оценкам, Бёртон владел двадцатью девятью языками, относящимися к различным языковым семьям.
Наиболее знаменитыми свершениями Бёртона являются его путешествие переодетым в Мекку, перевод сказок «Тысячи и одной ночи» и «Камасутры» на английский язык и путешествие вместе с Джоном Хеннингом Спиком в Восточную Африку в поисках истоков Нила. Он был плодовитым писателем, из-под пера которого вышло множество как художественных произведений, так и статей, посвящённых географии, этнографии и фехтованию.
Служил в Индии в чине капитана в войсках британской Ост-Индской компании, а впоследствии на короткое время принял участие в Крымской войне. По инициативе Королевского географического общества возглавил экспедицию в Восточную Африку, в ходе которой было открыто озеро Танганьика. В разные годы он исполнял обязанности британского консула в Фернандо-По, Дамаске и Триесте, где и скончался. Он был членом Королевского географического общества, а в 1866 году стал рыцарем-командором ордена Святого Михаила и святого Георгия, что дало ему рыцарское звание.
При жизни Бёртон был весьма неоднозначной фигурой. Хотя многие почитали его как героя, другие видели в нём беспринципного авантюриста и аморальную личность. Его свободные взгляды на сексуальность шокировали современников и порождали почву для слухов.

## Биография

### Детство и юность (1821—1840)
Фрэнсис Бёртон родился в Торквее, Девоншир в 21:30 19 марта 1821 года (в своей автобиографии он впоследствии ошибочно утверждал, что увидел свет в фамильном имении в Бархэм-Хаус, Хартфордшир). Его отец — капитан (впоследствии — подполковник) Джозеф Неттервиль Бёртон — был шотландцем и уроженцем Ирландии, служил в 36-м полку британской армии. По матери Джозеф принадлежал к Кемпбеллам Туамским (Campbells of Tuam) — ветви клана Кемпбелл. Марта Бэйкер — мать Ричарда — была наследницей богатого Хартфордширского эсквайра, в чью честь новорожденный и получил своё первое имя. Ричард появился на свет с шевелюрой огненно-рыжих волос (с возрастом они почернели), что было истолковано родными как хороший знак. Ричард Фрэнсис был старшим ребёнком в семье. Вслед за ним на свет появились сестра, Мария Катерина Элизабет Бёртон, (1823) и брат, Эдуард Джозеф Неттервиль Бёртон (3 июля 1824). Мария впоследствии вышла замуж за генерала сэра Генри Стистеда.
Вскоре после рождения Ричарда, его отец, страдавший астмой и плохо переносивший британский климат, снял шато (усадьбу) Босежур неподалёку от Тура во Франции. В 1825 году Бёртоны переехали в Босежур, откуда вскоре перебрались в Тур, а в 1829 году вернулись в Англию. В течение последующих нескольких лет семья постоянно переезжала, путешествия между Англией, Францией и Италией. Не исключено, что эти ранние путешествия сыграли решающую роль в формировании страннического, кочевого мироощущения Ричарда Фрэнсиса Бёртона.

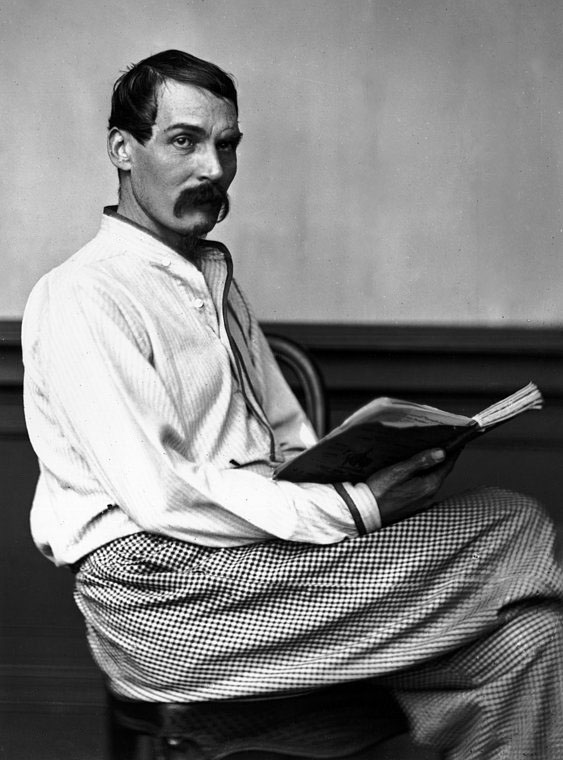
Бёртон в 1864 году

Воспитанием детей занимались часто сменявшиеся наёмные учителя, также недолгое время Ричард посещал школы в Туре и английском Ричмонде. Мальчик рано обнаружил талант к изучению языков, в короткий срок овладев французским, итальянским и латынью. Столь же рано проявились черты его характера: смелость, самостоятельность, склонность к авантюризму. Ричард и его брат Эдвард были отъявленными сорванцами и первыми драчунами в своих классах. Их поведение может характеризовать следующий эпизод: однажды, когда Бёртоны ещё проживали в Босежуре, домашние, зайдя проведать детей в их спальне, к своему ужасу обнаружили, что те исчезли. Как выяснилось впоследствии, два маленьких мальчика увязались за проезжавшими сборщиками трупов в Тур, где в то время свирепствовала эпидемия холеры, и провели ночь, помогая своим новым знакомым в их работе.

### Учёба в Оксфорде (1840—1842)
Осенью 1840 года Бёртон поступил в Тринити-колледж Оксфордского университета. Несмотря на свой глубокий ум и блестящие способности, он плохо прижился в колледже. В первом же семестре он вызвал на дуэль другого студента, посмевшего посмеяться над его роскошными усами. Бёртона раздражала университетская дисциплина, он не скрывал своего недовольства студенческим бытом, который резко контрастировал с тем образом жизни, который они с братом вели в Италии. Несмотря на блестящее знание языков, Бёртон совершенно не разбирался в Священном Писании и нисколько не интересовался теологией. Впоследствии он довольно отрицательно отзывался о качестве преподавания в Оксфорде.
В колледже Бёртон продолжал заниматься языками, включая арабский, а также занялся соколиной охотой и фехтованием. На охоте, в фехтовальных залах и в знаменитом оксфордском питомнике бультерьеров он проводил гораздо больше времени, нежели на лекциях. Он даже обращался к отцу с просьбой разрешить ему оставить университет и поступить на армейскую службу.
В апреле 1842 года Бёртон посетил ежегодные соревнования по стипль-чезу, что в тот год было строжайше запрещено студентам колледжа. На следующий день Бёртон и другие нарушители запрета предстали перед деканами университета. В ответ на предъявленные обвинения Бёртон произнёс перед ними гневную речь, в которой утверждал, что не подобает обращаться со взрослыми людьми, как с детьми, и запрещать им посещение тех или иных мероприятий. Это дополнительно ухудшило его положение: в то время как другие нарушители были лишь временно исключены с возможностью восстановления (rusticated), Бёртон был исключён из университета навсегда.
Вернувшись в Лондон, где тогда обитала его семья, Бёртон солгал родным, сказав, что получил дополнительные каникулы за успехи в учёбе. Однако на торжественном ужине, устроенном отцом Бёртона против воли последнего в честь этого фальшивого успеха, один из гостей сообщил об истинном положении дел. Последовала крайне неприятная сцена, после которой родители Бёртона всё же решили оставить сына в покое и не препятствовать его стремлению к военной карьере.

### Военная служба (1842—1853)

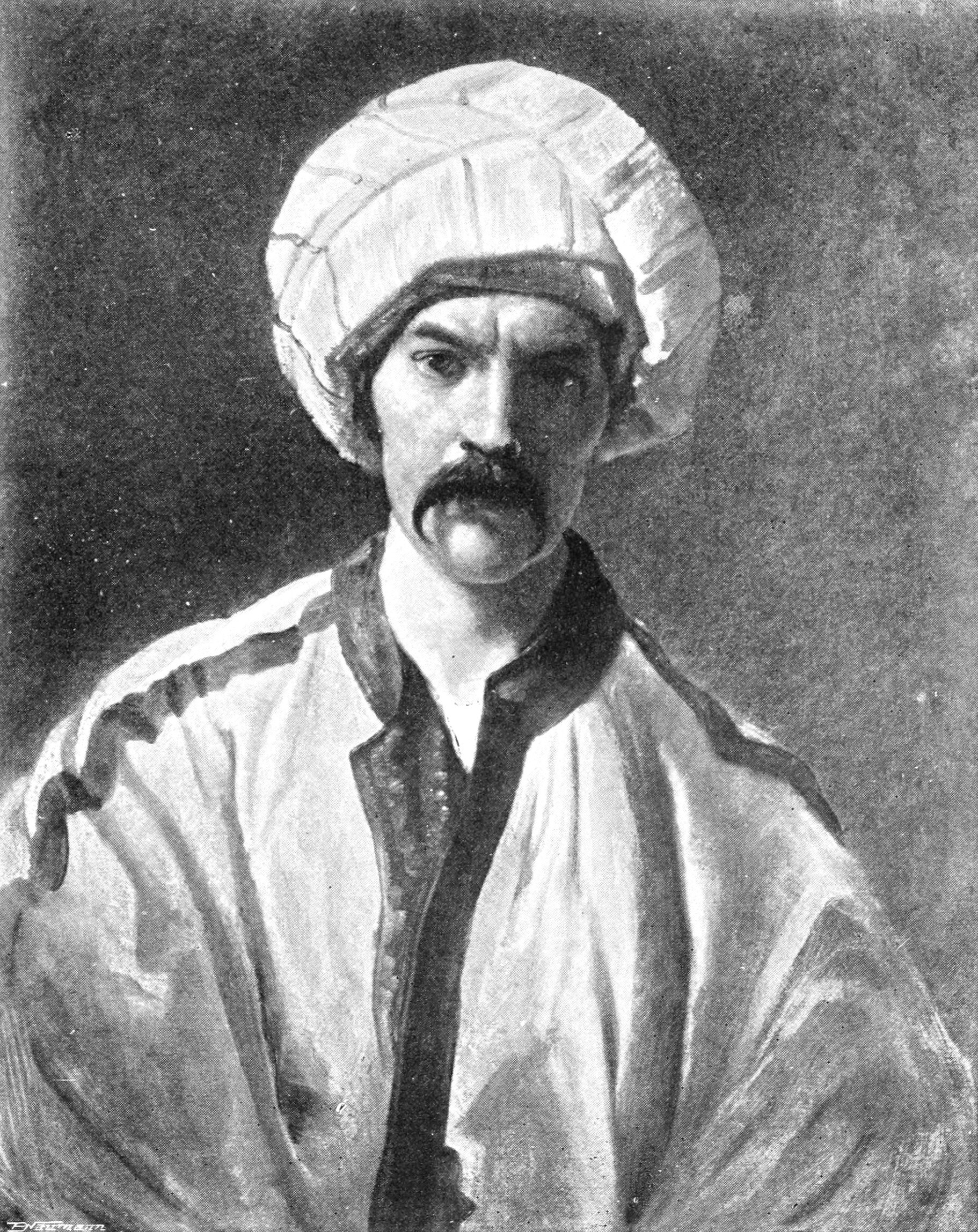
Бёртон в персидской одежде и под именем «Мирза Абдулла Бушри» (1849-50)

Будучи, по своему собственному определению, «годен лишь на то, чтобы служить мишенью для пуль за шесть пенсов в день», Бёртон записался в войска Ост-Индской компании и 18 июня 1842 отплыл в Бомбей. Он надеялся принять участие в Первой англо-сикхской войне, но военные действия закончились прежде, чем он успел достичь Индии. Бёртон был направлен в 18-й Бомбейский туземный пехотный полк под командование генерала сэра Чарльза Нейпира, ставшего впоследствии его кумиром. Находясь в Бомбее, Бёртон вскоре заболел и вынужден был провести шесть недель в госпитале. Там он познакомился с пожилым парсом, который вызвался давать ему уроки хинди (Бёртон начал самостоятельно изучать этот язык ещё на борту корабля по пути в Бомбей).
Во время своего пребывания в Индии Бёртон тратил много времени и сил на глубокое изучение местных языков и культуры. Он на высоком уровне овладел хинди, маратхи, гуджарати, персидским и арабским. В Бомбее он часто посещал рынок, где выискивал и приобретал редкие индийские рукописи; некоторые произведения он выучил наизусть. Прибыв после выписки из госпиталя в город Барода, где в то время был расквартирован его полк, Бёртон, по примеру многих британских офицеров в Индии, завёл себе туземную любовницу («буба»); по его собственным словам, в подобном сожительстве он видел в первую очередь возможность глубже познакомиться с индийской культурой. В своих записках Бёртон утверждал, что его успехи в изучении хинди и индуизма были столь велики, что его учитель вскоре разрешил ему носить шнур брахмана (джанеу); многие впоследствии сомневались в правдивости его слов, поскольку удостоиться такой чести можно было лишь после долгих лет учения, а также целого ряда ритуалов. Сослуживцы Бёртона утверждали, что тот совершенно «отуземился» и прозвали его «белым негром» (the White Nigger). Примечательно, что во время пребывания в Бароде Бёртон не посещал служб, проводившихся полковым капелланом, но охотно слушал католического священника из Гоа, проповедовавшего прислуге.
У Бёртона были и другие странности, отличавшие его от однополчан. Так, при своём бунгало он держал целый выводок ручных обезьян, надеясь со временем расшифровать и выучить их язык; он даже составил нечто вроде словаря звуков, произносимых обезьянами, но это труд был спустя несколько лет утрачен. Кроме того, Бёртон быстро получил прозвище «грубиян Дик» или «головорез Дик» (англ. Ruffian Dick), за свой буйный нрав, свирепость в бою и страсть к дуэлям. Утверждали, что ни один другой человек той эпохи не скрестил шпаги с таким количеством противников, как Бёртон. В то время британские офицеры часто устраивали петушиные и собачьи бои и даже стравливали между собой диких животных. Бёртон с большим азартом принимал участие в подобных развлечениях и держал своего бойцового петуха по кличке Буджанг; когда тот погиб в схватке, Бёртон устроил своему любимцу настоящие похороны.

### Первые открытия и путешествие в Мекку (1851—1853)

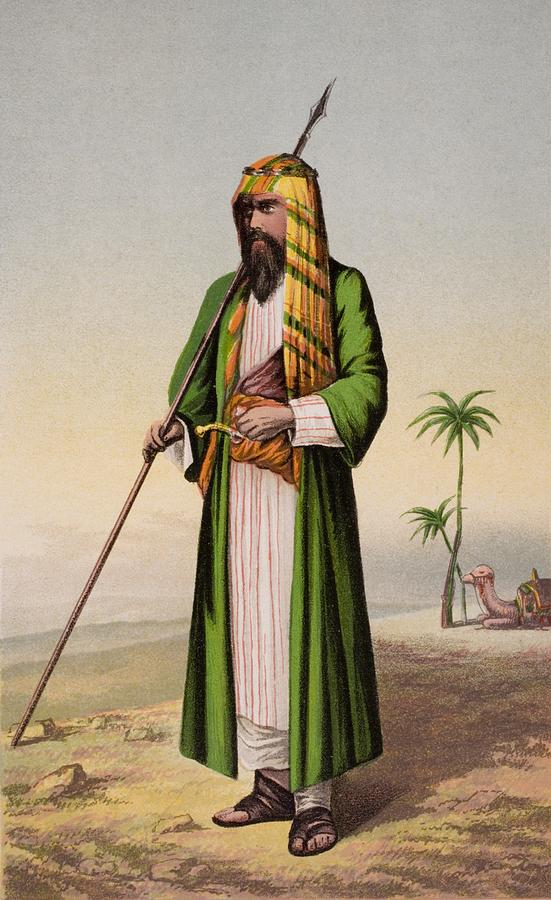
«Пилигрим», иллюстрация к Личным записям Бёртона (Бёртон как некий «Хаджи Абдулла», 1853)

Движимый своей любовью к приключениям, Бёртон получил разрешение Королевского географического общества на проведение исследований территории и получил разрешение покинуть армию от Ведомства руководителей Ост-Индской компании. Проведённое на полуострове Синд время послужило хорошей подготовкой к его хаджу (паломничество в Мекку, и, в его случае, в Медину), а семь лет, проведённых Бёртоном в Индии, расширили его знания об обычаях и поведении мусульман. Именно это путешествие, предпринятое в 1853 году, и сделало Бёртона знаменитым. Он планировал его ещё во время своих путешествий среди мусульман Синда, усердно готовился к суровому испытанию, учась и практикуясь. Чтобы быть похожим на мусульманина, он постоянно изменял свою внешность и даже сделал обрезание.
Хотя Бёртон и не был ни первым европейцем, ни первым немусульманином, посетившим Мекку и Медину (эта честь принадлежит Лодовико Вартема, совершившему это в 1503 году), его паломничество было наиболее известным и лучше всего задокументированным в своё время. Бёртон усвоил различные методы сокрытия своей истинной личности, включая практикуемые патанами (современные пуштуны), чтобы объяснить свою непривычную для ушей населения речь, но ему всё же приходилось демонстрировать понимание запутанного исламского ритуала и знания всех мелочей восточных обычаев и этикета. Путь Бёртона в Мекку был опасным, на его караван нападали разбойники (обычное явление в то время). Паломничество позволило ему получить титул хаджи и носить зелёный тюрбан. Отчет о проделанном путешествии можно прочитать в его книге The Pilgrimage to Al-Medinah and Meccah (Паломничество в Аль-Медину и Мекку) (1855).

### Сомалийские экспедиции и Крымская война (1854—1855)
В марте 1854 года Бёртон был переведён в политический отдел Ост-Индской компании. В чём заключались его функции, неизвестно, но весьма вероятно, что он занимался шпионажем по указанию адмирала Нейпира. В сентябре того же года он познакомился с лейтенантом Джоном Спиком, в компании которого впоследствии совершил свои самые знаменитые путешествия.
Стремясь обеспечить безопасность торговли на Красном море, британские власти приняли решение об отправке разведывательной экспедиции во внутренние районы Сомали. Организация и проведение экспедиции были возложены на Бёртона как человека, в совершенстве владевшего арабским языком, знакомого с мусульманскими обычаями и имевшего блестящий опыт путешествий в чужом обличье. Под видом арабского купца Бёртон совершил четырёхмесячное путешествие в Харрар (на территории современной Эфиопии). Он был первым европейцем, посетившим священный для мусульман город; более того, существовало пророчество о том, что Харрар падёт, если в него проникнет хоть один христианин. Положение осложнялось ещё и тем, что перед самым началом экспедиции произошла крупная ссора между эмиром Харрара и губернатором Зейлы — города на побережье, откуда Бёртон и его туземные спутники начинали в ноябре 1854 года свой маршрут. Преодолев расстояние в 160 миль, Бёртон достиг Харрара, где не только провёл десять дней, но и был представлен эмиру. Путь назад был сильно осложнён нехваткой припасов, особенно воды: Бёртон писал, что умер бы от жажды, если бы не увидел в пустыне птиц и не догадался бы, что они должны находиться недалеко от источника воды.
Вслед за этим путешествием Бёртон вскоре предпринял ещё одно, в компании лейтенанта Спика, лейтенанта Дж. Хирна, лейтенанта Уильяма Строяна и группы африканских носильщиков. Однако эта экспедиция окончилась полнейшей неудачей. В самом начале путешествия группа была атакована отрядом туземцев, численность которого офицеры оценили примерно в 200 человек. В последовавшем бою Строян был убит, Спик попал в плен, где ему нанесли одиннадцать ран, прежде чем он сумел бежать. Бёртон был ранен дротиком, наконечник которого вошёл ему в одну щёку и вышел из другой; характерные шрамы на щеках хорошо заметны на портретах и фотографиях Бёртона. Ему пришлось спасаться бегством с древком оружия, торчащим из головы.
Известие о провале экспедиции было с большим неудовольствием воспринято властями; два года длилось расследование с целью установить степень вины Бёртона в случившемся. Хотя он сумел избежать обвинений, этот инцидент не способствовал его карьере.
Свои экспедиции в Сомали Фрэнсис Бёртон описал в 1856 году в книге «Первые шаги в Восточной Африке или исследование Харрара» («First Footsteps in East Africa, Or, Exploration of Harar»).
В 1855 году Бёртон вернулся в армию и отправился в Крым в надежде принять участие в боевых действиях Крымской войны. Он был определён в штаб турецкого иррегулярного корпуса башибузуков (под командованием генерала Битсона), расквартированного на берегу Дарданелл. После «мятежа», в ходе которого башибузуки отказались подчиняться приказам, корпус был расформирован. В отчёте о последовавшем разбирательстве имя Бёртона было упомянуто в невыгодном для него свете.

### Исследование африканских Великих озер (1856—1860)

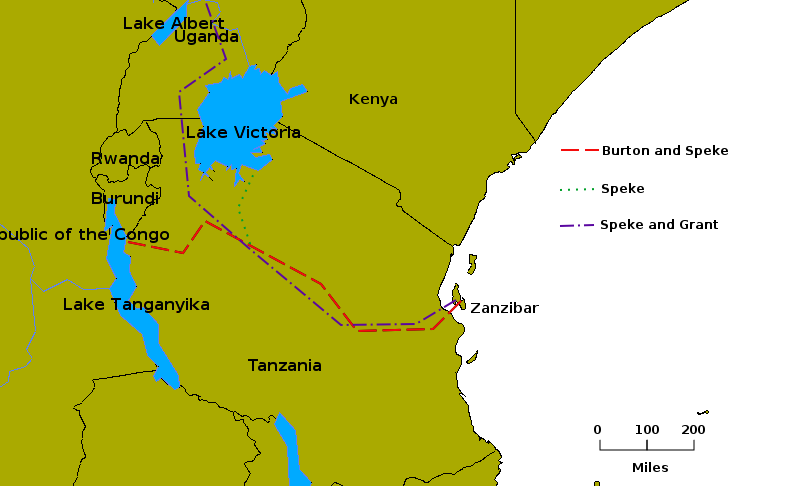
Маршруты экспедиций Бёртона и Д. Х. Спика (1857-58) и Д. Х. Спика и Дж. Гранта (1863)

В 1856 году Королевское географическое общество профинансировало еще одну экспедицию Бёртона — он должен был отправиться из Занзибара для исследования африканских Великих озер, описанных арабскими купцами и работорговцами. Его миссия заключалась в изучении племён этого района и исследовании возможностей экспорта сырья из региона. Была выражена надежда, что экспедиция сможет привести к открытию истока Нила, хотя это не было первоочередной целью. Перед отъездом в Африку Бёртон был тайно помолвлен с Изабель Арунделл. Её семья, особенно мать, были против брака — Бёртон не был католиком и не был богат, однако со временем семья невесты его приняла.
Бёртона сопровождал Джон Хеннинг Спик. 27 июня 1857 они отправились с восточного побережья Африки в западном направлении в поисках озера или озер. Им помогали арабы, жившие и торговавшие в этом регионе. Исследователи следовали традиционными караванными путями, нанимая профессиональных носильщиков и проводников, которые проделывали подобные переходы в течение многих лет. С самого начала экспедиция была сопряжена с проблемами, такими как ненадежность носильщиков, кражи оборудования и материалов, дезертирство членов экспедиции.
Оба исследователя страдали от различных тропических болезней во время перехода. Спик на время почти ослеп и оглох на одно ухо (из-за инфекции, вызванной попытками удалить жука). Бёртон в какой-то момент из-за болезни оказался не в состоянии ходить, и его несли носильщики.
Экспедиция прибыла к озеру Танганьика в феврале 1858 года. Бёртон был поражен, увидев великолепие озера, однако почти незрячий Спик не разделил его восторгов. К этому моменту большая часть их геодезического оборудования была утеряна, испорчена или украдена, и они были не в состоянии составить карту региона, как того хотели. Бёртон снова заболел на обратном пути, и Спик продолжал исследования без него, совершив путешествие на север и в конце концов обнаружив самое большое озеро — Виктория. Не имея соответствующих инструментов, Спик не смог обследовать область должным образом, но был убежден, что нашел наконец исток Нила. Описание Бёртоном путешествия приводится в книге Озера Экваториальной Африки (1860). Спик опубликовал свой отчет в книге Журнал открытия истока Нила (1863).
И Бёртон, и Спик вернулись из экспедиции больными. Как обычно, Бёртон вел очень подробные записи, не только о географии, но и о языках, обычаях и даже сексуальных привычках людей, с которыми он столкнулся. Хотя это была последняя крупная экспедиция Бёртона, его заметки оказались бесценными для последующих исследований Спика и Дж. Гранта, а также таких исследователей, как Сэмюэл Бейкер, Дэвид Ливингстон и Генри Мортон Стэнли. Экспедиция Спика и Гранта (1863) вновь стартовала на восточном побережье Занзибара, прошла вокруг озера Виктория к озеру Альберт и, наконец, возвратилась с триумфом по реке Нил. Однако, что самое главное, они потеряли след истока Нила между двумя озерами. Это оставило Бёртона и других недовольными тем, что исток великой реки так и остался ненайденным.

#### Бёртон и Спик

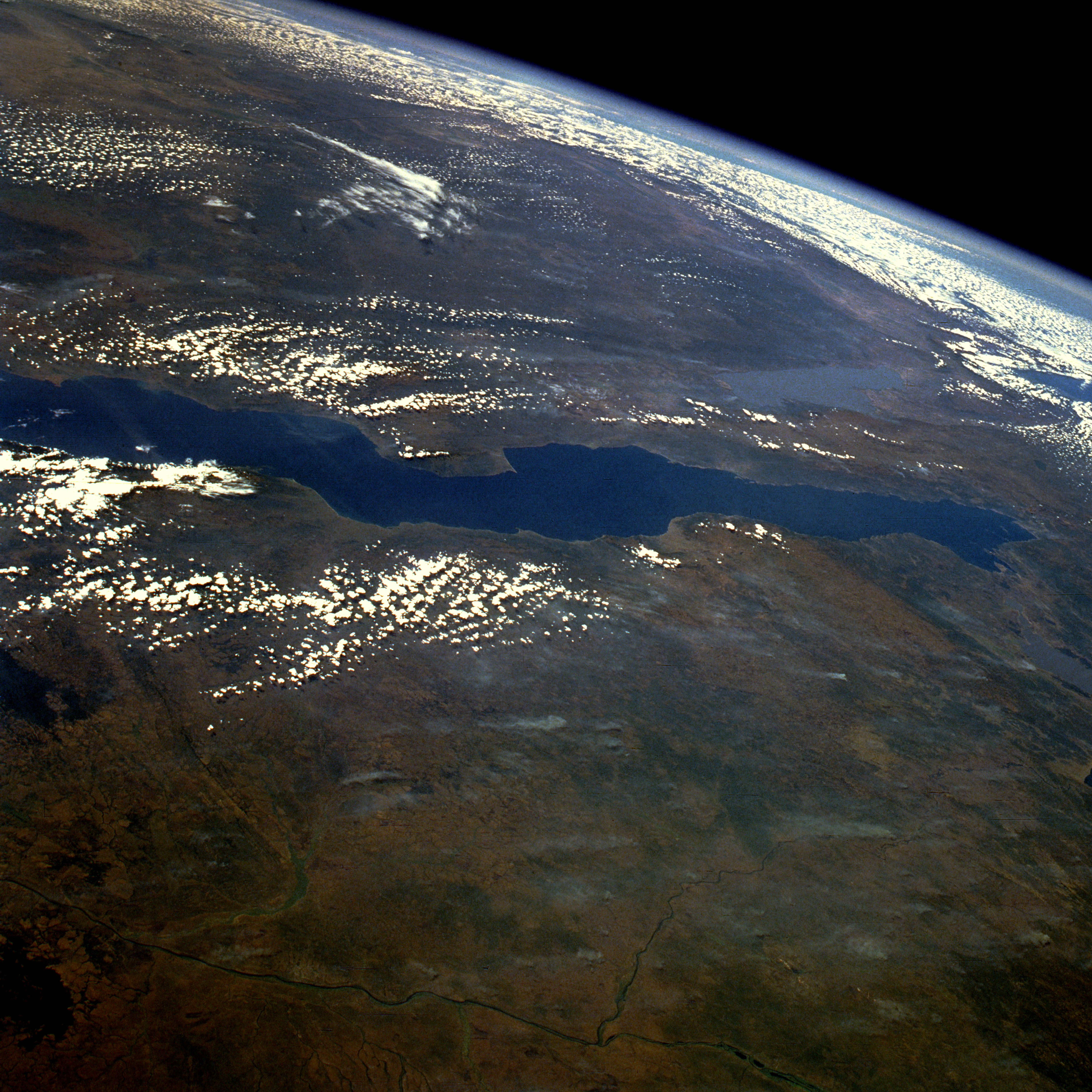
Озеро Танганьика с орбиты Земли. Бёртон первым из европейцев увидел его.

Длительное общественное обсуждение результатов экспедиции серьезно повредило репутации как Бёртона, так и Спика. Некоторые биографы (особенно, Лоуренс Олифант) полагают, что их дружеские отношения с этого времени испортились. Спика возмущала ведущая роль Бёртона в прошедшей экспедиции. Тим Джил, имевший доступ к личным документам Спика, предполагает, что скорее Бёртон был обижен успехами Спика.
Спик ранее доказал свою храбрость, взбираясь на вершины Тибета, но Бёртон все равно считал его менее достойным славы, так как тот не говорил ни на арабских, ни на африканских языках. Несмотря на его увлечение неевропейскими культурами, некоторые из них Бёртон изображал в свете исторического и интеллектуального превосходства белой расы, ссылаясь на свою причастность к Антропологическому обществу — организации, которая вывела доктрину научного расизма. Спик, кажется, был более гуманен к африканцам, так, по некоторым сообщениям, он даже влюбился в африканскую женщину в ходе экспедиции.
Были также проблемы с долгами, связанные с финансированием экспедиции, которое Спик возложил всецело на Бёртона. Наконец, самым серьезным поводом для ссор был вопрос об истоке Нила.
Двое исследователей прибыли домой по-отдельности. Спик вернулся в Лондон первым и представил лекцию в Королевском географическом обществе, утверждая, что озеро Виктория и есть исток Нила. Согласно данным Бёртона, Спик нарушил их первоначальное соглашение, согласно которому они должны были выступить с первым отчетом совместно. Впрочем, помимо слов Бёртона, доказательств того, что такое соглашение существовало, нет, и большинство современных исследователей сомневается в его наличии.
Бёртон приехал в Лондон и нашел Спика в статусе триумфатора, а его собственная роль рассматривается как второстепенная. Спик уже обратился за финансированием дальнейших экспедиций в регионе без участия Бёртона. В последующие месяцы бывшие друзья всячески пытались испортить репутацию друг друга. Бёртон опроверг претензии Спика, назвав его сведения и доказательства неубедительными, а измерения — неточными.
Спик предпринял вторую экспедицию, вместе с капитаном Джеймсом Огастусом Грантом, чтобы доказать, что озеро Виктория есть истинный исток Нила. В свете истории с Бёртоном Спик заставил Гранта подписать заявление о том, что он «отрекается от всех прав на издание отчета [экспедиции], пока его не одобрит капитан Спик или Королевское географическое общество». Бёртон и Ливингстон все еще сомневались, однако Королевское географическое общество уже наградило Спика золотой медалью.
На 16 сентября 1864 года было запланировано обсуждение проблемы истока Нила на заседании Британской ассоциации содействия развитию науки. За день до дебатов Бёртон и Спик сидели вместе в лекционном зале. По словам жены Бёртона, Спик встал и сказал: «Я больше не могу терпеть это», — и резко вышел из зала. В тот же день Спик отправился на охоту в близлежащем имении родственника. Он был обнаружен лежащим возле каменной стены, пораженным наповал смертельным ранением из своего охотничьего ружья. Бёртон узнал о смерти Спика на следующий день, ожидая начала дискуссии. Суд заявил о несчастном случае. Некролог гласил, что Спик, пытаясь перелезть через стену, неосторожно снял с плеча ружье и случайно нажал на курок.

### Дипломатическая служба и преподавание

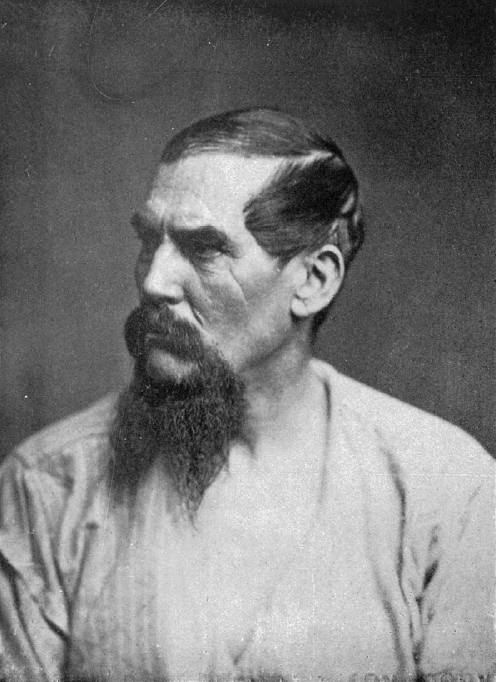
Недатированная фотография Бёртона.

В январе 1861 года Бёртон и Изабель Арунделл поженились по католическому обряду, хотя жених не отказывался от протестантизма. Вскоре после этого супруги были вынуждены провести некоторое время вдали друг от друга, поскольку Бёртон официально поступил на дипломатическую службу как консул в Фернандо-По. Это не было престижным местом — местный климат считался чрезвычайно вредным для европейцев. К тому же Изабель не могла сопровождать его. Бёртон провел большую часть этого времени, исследуя побережье Западной Африки. Он описал некоторые из своих впечатлений в 1876 году в книге «Две поездки в страну горилл и водопадов Конго».
В 1863 году Бёртон стал соучредителем Антропологического общества в Лондоне, вместе с доктором Джеймсом Хантом. По словам самого Бёртона, основная цель общества состояла в том, чтобы «спасти свои наблюдения от забвения и представить любопытную информацию о социальных и сексуальных вопросах».
Супруги воссоединились в 1865 году, когда Бёртон был переведен в Сантус в Бразилии. Оказавшись там, Бёртон много путешествовал по центральной Бразилии, спустился на каноэ вниз по реке Сан-Франсиску от её истока до водопада Паулу-Афонсу.
В 1869 году он стал консулом в Дамаске, благодаря идеальному знанию местных обычаев. Однако Бёртон нажил себе немало врагов во время своего пребывания там. Он решил противодействовать большей части еврейского населения области из-за спора относительно денежного кредитования. Британское консульство до того поддерживало лиц, неспособных платить по кредитам, но Бёртон не нашел поводов для продолжения этой практики, и это вызвало враждебность населения. Здесь он также подружился с Джейн Дигби, известной авантюристкой, и Абд аль-Кадиром аль-Джазаири, лидером алжирской революции, находившемся в изгнании.
Тем не менее, регион находился в смятении из-за значительной напряженности в отношениях между христианским, иудейским и мусульманским населением. Бёртон сделал все, чтобы сохранить мир, но это иногда приводило его к беде. В одном случае он утверждал, что избежал нападения сотни вооруженных всадников, посланных Мохаммед Рашид-пашой, губернатором Сирии. Он писал: «Я никогда не был так польщен в своей жизни, чем когда узнал, что потребуется триста человек, чтобы убить меня».
Чтобы не допустить усугубления ситуации и сберечь жизнь консула, британцы в 1871 году перевели Бёртона в Триест. Бёртон никогда не был особенно доволен этой должностью, но она дала ему возможность описать все свои предшествующие путешествия.
В 1875 году Бёртон посетил Исландию. Проведя в этой стране три месяца, он вскоре опубликовал 794-страничный труд «Ultima Thule; or A Summer in Iceland» (London, 1875). Бёртон попытался доказать, что именно Исландия была той загадочной страной «Туле», в которой побывал Пифей Массалиот.
5 февраля 1886 года Бёртон был награждён рыцарским титулом и Орденом святого Михаила и святого Георгия из рук королевы.
Написанные в этот период произведения Бёртона были холодно приняты обществом. Так, публикация цикла переводов восточной литературы была названа рискованной, а сами труды — порнографическими. В этот цикл вошли: Камасутра из Ватсьяяны (известная как «Камасутра», 1883), Книга тысячи и одной ночи (1885), Сад ароматов Шейха Нефзави (1886) и Дополнения к Тысячи и одной ночи (16 томов, 1886—1898).
В этот же период Бёртон издал свои записки о путешествии в Мекку, коллекцию индуистских сказок, Викрам и вампир (1870) и незавершенную историю фехтования — Книгу Меча (1884). Он также перевёл Лузиады Луиша де Камоэнса в 1880 году.

### Смерть

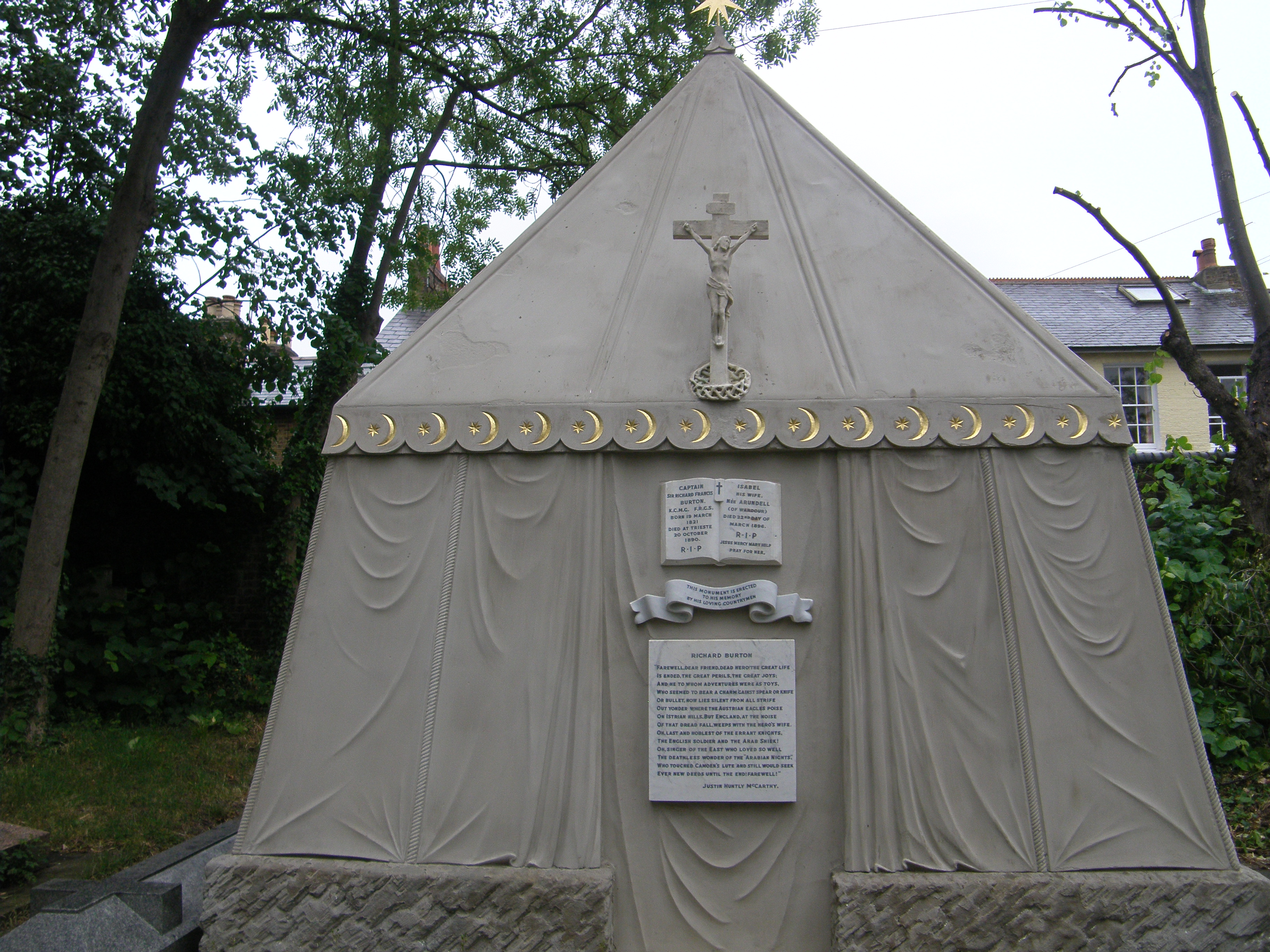
Могила Бёртона, юго-запад Лондона.

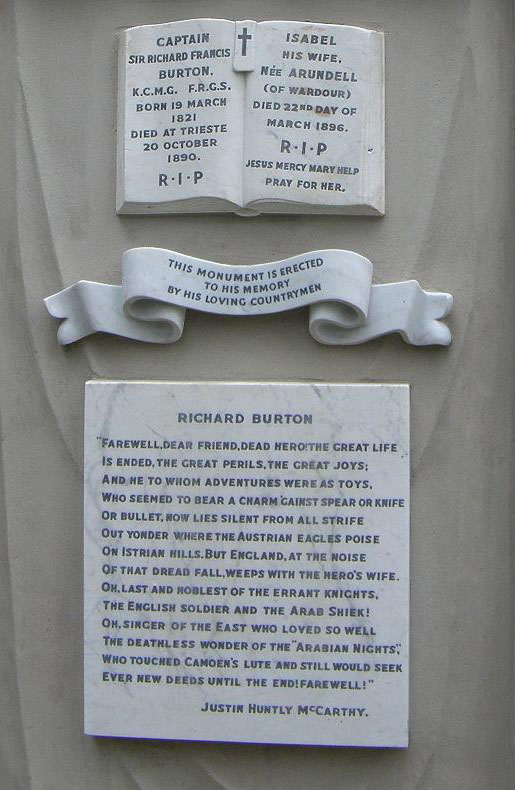
Эпитафия на могиле Бёртона.

Фрэнсис Бёртон умер в Триесте рано утром 20 октября 1890 года от сердечного приступа. Его жена Изабель убедила священника выполнить последний обряд, хотя Бёртон не был католиком, и это действие позже привело к конфликту между Изабель и некоторыми из друзей Бёртона. Было высказано предположение, что смерть наступила очень поздно 19 октября и что Бёртон был уже мертв к тому времени, когда священник проводил причащение. Сам Бёртон называл себя атеистом, хотя признавал, что был воспитан в традициях англиканской церкви.
Изабель так и не оправилась от утраты. После его смерти она сожгла многие работы мужа, в том числе журналы и новый перевод Сада ароматов, который она сама считала «magnum opus» своего мужа. Она полагала, что тем самым защитила репутацию своего мужа, однако её действия были широко осуждаемы.
Изабель написала биографию своего мужа.
Супруги похоронены в приделе католической церкви Святой Марии-Магдалины на юго-западе Лондона, в могиле в форме бедуинской палатки — её проект разработала сама Изабель. Гробы сэра Ричарда и леди Бёртон можно увидеть через окно в задней части палатки. В часовне установлен мемориальный витраж, изображающий Бёртона в образе средневекового рыцаря. Личные вещи Бертона и коллекция картин и фотографий, относящихся к нему, находятся в коллекции в Orleans House Gallery.

## Общество Камасутры
Бёртон интересовался сексуальностью и эротической литературой. Однако Закон о непристойных публикациях 1857 года запрещал публиковать подобную литературу. Тогда Бёртон вместе с Форстером Фицджеральдом Арбутнотом создали Общество Камасутры, чтобы под его эгидой печатать книги, которые были недопустимы к публикации.
Одним из самых знаменитых из его книг является перевод Книги тысячи и одной ночи (обычно именуемый Арабскими ночами) из 10 томов (1885) с более поздним дополнением еще из 6 томов. Книги печатались Обществом Камасутры строго по предварительной подписке. Возможно, самая известная книга Бёртона — это его перевод Камасутры. На самом деле, это не соответствует действительности — он не был переводчиком, так как оригинальная рукопись была написана на санскрите, которым Бёртон не владел. Очевидно, что Бёртон перевёл уже имевшийся перевод Камасутры с какого-то другого языка.
В оригинале на арабском «Ароматный сад», переведенный Бёртоном на английский с французского, был издан как «Сад благоуханный Шейха Нефзави: руководство по арабской эротологии» (1886). После смерти Бёртона его вдова сожгла многие из его работ, в том числе рукописи нового перевода «Сада ароматов», содержавшего главу, посвященную мужеложству.

## Произведения
- Goa and the Blue Mountains (1851) Архивная копия от 10 марта 2014 на Wayback Machine
- Scinde or the Unhappy Valley (1851) Архивная копия от 23 сентября 2015 на Wayback Machine
- Sindh and the Races That Inhabit the Valley of the Indus (1851) Архивная копия от 12 апреля 2008 на Wayback Machine
- Falconry in the Valley of the Indus (1852) Архивная копия от 10 сентября 2013 на Wayback Machine
- A Complete System of Bayonet Exercise (1853) Архивная копия от 8 июня 2014 на Wayback Machine
- Personal Narrative of a Pilgrimage to Al Madinah and Meccah 3 Vols. (1855-6) Архивная копия от 6 июля 2010 на Wayback Machine. See also PDF facsimile Архивная копия от 4 марта 2013 на Wayback Machine
- First Footsteps in East Africa (1856) Архивная копия от 6 июля 2010 на Wayback Machine. See also PDF Facsimile  Архивная копия от 15 декабря 2007 на Wayback Machine.
- The Lake Regions of Central Equatorial Africa (1859) Архивная копия от 21 сентября 2013 на Wayback Machine
- The Lake Regions of Central Africa (1860) Архивная копия от 23 сентября 2015 на Wayback Machine
- The City of the Saints, Among the Mormons and Across the Rocky Mountains to California (1861) Архивная копия от 28 февраля 2009 на Wayback Machine
- Wanderings in West Africa (1863) Архивная копия от 23 сентября 2015 на Wayback Machine
- Abeokuta and the Cameroon Mountains (1863) Архивная копия от 23 сентября 2015 на Wayback Machine
- A Mission to Gelele, King of Dahomé (1864) Архивная копия от 23 сентября 2015 на Wayback Machine
- The Nile Basin (1864) Архивная копия от 23 сентября 2015 на Wayback Machine With James McQueen.
- Wit and Wisdom From West Africa (1865) Архивная копия от 8 июня 2015 на Wayback Machine
- Stone Talk (1865) Архивная копия от 23 сентября 2015 на Wayback Machine
- The Guide-book. A Pictorial Pilgrimage to Mecca and Medina (1865) Архивная копия от 23 сентября 2015 на Wayback Machine.
- Explorations of the Highlands of Brazil (1869) Архивная копия от 6 мая 2015 на Wayback Machine
- Letters From the Battlefields of Paraguay (1870) Архивная копия от 23 сентября 2015 на Wayback Machine
- Vikram and the Vampire or Tales of Hindu Devilry (1870) Архивная копия от 6 июля 2010 на Wayback Machine. See also PDF Facsimile Архивная копия от 23 сентября 2015 на Wayback Machine.
- Unexplored Syria (1872) Архивная копия от 23 сентября 2015 на Wayback Machine
- Zanzibar (1872) Архивная копия от 23 сентября 2015 на Wayback Machine
- Ultima Thule (1872) Архивная копия от 23 сентября 2015 на Wayback Machine
- The Lands of Cazembe. Lacerda’s Journey to Cazembe in 1798 (1873) Архивная копия от 23 сентября 2015 на Wayback Machine. Edited and translated by Burton.
- The Captivity of Hans Stade of Hesse, in A.D. 1547—1555, Among the Wild Tribes of Eastern Brazil. Архивная копия от 23 сентября 2015 на Wayback Machine Translated by Albert Tootal and annotated by Richard F. Burton.
- A New System of Sword Exercise for Infantry (1876) Архивная копия от 13 августа 2013 на Wayback Machine
- Two Trips to Gorilla Land and the Cataracts of the Congo (1876) Архивная копия от 6 июля 2010 на Wayback Machine See also PDF Facsimile Архивная копия от 21 ноября 2014 на Wayback Machine.
- Etruscan Bologna (1876) Архивная копия от 23 сентября 2015 на Wayback Machine
- Sind Revisited (1877) Архивная копия от 23 сентября 2015 на Wayback Machine
- The Gold Mines of Midian (1878) Архивная копия от 23 сентября 2015 на Wayback Machine
- The Land of Midian (revisited) (1879) Архивная копия от 6 июля 2010 на Wayback Machine
- Os Lusiadas (The Lusiads) (2 тома, 1880) Архивная копия от 11 марта 2015 на Wayback Machine
- The Kasidah of Haji Abdu El-Yezdi (1880). See also PDF Facsimile Архивная копия от 23 сентября 2015 на Wayback Machine.
- A Glance at the Passion-Play (1881) Архивная копия от 15 декабря 2007 на Wayback Machine.
- To the Gold Coast for Gold 2 Vols. (1883) Архивная копия от 6 июля 2010 на Wayback Machine. See also PDF Facsimile Архивная копия от 23 сентября 2015 на Wayback Machine.
- The Kama Sutra of Vatsyayana (1883) Архивная копия от 10 марта 2014 на Wayback Machine (с F. F. Arbuthnot).
- Camoens: His Life and His Lusiads (1883) Архивная копия от 21 октября 2013 на Wayback Machine
- Camoens. The Lyricks 2 Vols (1884) Архивная копия от 23 сентября 2015 на Wayback Machine
- The Book of the Sword (1884) Архивная копия от 12 апреля 2008 на Wayback Machine
- The Book of the Thousand Nights and a Night[30] (10 томов, 1885)
- The Perfumed Garden of the Shaykh Nefzawi (1886) Архивная копия от 16 августа 2014 на Wayback Machine
- The Supplemental Nights to the Thousand Nights and a Night[31] (6 томов, 1886—1888)
- The Jew, the Gypsy and El Islam (1898) Архивная копия от 23 сентября 2015 на Wayback Machine
- The Sentiment of the Sword: A Country-House Dialogue (1911) Архивная копия от 17 июня 2013 на Wayback Machine

## Биографии
- Brodie, Fawn M. The Devil Drives: A Life of Sir Richard Burton (англ.). — New York: W. W. Norton & Company, 1967. — ISBN 0-907871-23-2.
- Burton, Isabel. The Life of Captain Sir Richard F. Burton KCMG, FRGS (англ.). — London: Chapman and Hall, 1893. — Vol. Vols. 1 and 2.
- Carnochan, W.B. The Sad Story of Burton, Speke, and the Nile; or, Was John Hanning Speke a Cad: Looking at the Evidence (англ.). — Stanford: Stanford University Press, 2006. — P. 160. — ISBN 0-8047-5325-3.
- Kennedy, Dane. The Highly Civilized Man: Richard Burton and the Victorian World (англ.). — Cambridge: Harvard University Press, 2005. — ISBN 0-674-01862-1.
- Edwardes, Allen[англ.]. Death Rides a Camel (англ.). — New York: The Julian Press[англ.], 1963.
- Farwell, Byron[англ.]. Burton: A Biography of Sir Richard Francis Burton (англ.). — New York: Penguin Books, 1963. — ISBN 0-14-012068-8.
- Godsall, Jon R. The Tangled Web – A life of Sir Richard Burton (англ.). — London: Matador Books, 2008. — ISBN 978-1906510-428.
- Hitchman, Francis (1887), Richard F. Burton, K.C.M.G.: His Early, Private and Public Life with an Account of his Travels and Explorations, Two volumes; London: Sampson and Low.
- Jeal, Tim. Explorers of the Nile: The Triumph and Tragedy of a Great Victorian Adventure (англ.). — London: Faber & Faber, 2011. — ISBN 978-0-300-14935-7.
- Lovell, Mary S.[англ.]. A Rage to Live: A Biography of Richard & Isabel Burton (англ.). — New York: W. W. Norton & Company, 1998. — ISBN 0-393-04672-9.
- McDow, Thomas F. 'Trafficking in Persianness: Richard Burton between mimicry and similitude in the Indian Ocean and Persianate worlds Архивная копия от 21 июля 2011 на Wayback Machine'. Comparative Studies of South Asia, Africa and the Middle East 30.3 (2010): 491—511. ISSN 1089-201X
- McLynn, Frank. From the Sierras to the Pampas: Richard Burton's Travels in the Americas, 1860–69 (англ.). — London: Century, 1991. — ISBN 0-7126-3789-3.
- McLynn, Frank. Burton: Snow on the Desert (англ.). — London: John Murray Publishing, 1993. — ISBN 0-7195-4818-7.
- Newman, James L. (2009), Paths without Glory: Richard Francis Burton in Africa, Potomac Books, Dulles, Virginia; ISBN 978-1-59797-287-1.
- Moorehead, Alan. The White Nile (англ.). — New York: Harper & Row, 1960. — P. 448. — ISBN 0-06-095639-9.
- Ondaatje, Christopher[англ.]. Journey to the Source of the Nile (англ.). — Toronto: HarperCollins, 1998. — ISBN 0-00-200019-9.
- Ondaatje, Christopher. Sindh Revisited: A Journey in the Footsteps of Captain Sir Richard Francis Burton (англ.). — Toronto: HarperCollins, 1996. — ISBN 1-59048-221-2.
- Rice, Edward. Captain Sir Richard Francis Burton: The Secret Agent Who Made the Pilgrimage to Makkah, Discovered the Kama Sutra, and Brought the Arabian Nights to the West (англ.). — New York: Charles Scribner and Sons, 1990.
- Wisnicki, Adrian S. Cartographical Quandaries: The Limits of Knowledge Production in Burton's and Speke's Search for the Source of the Nile (англ.) // History in Africa[англ.] : journal. — 2008. — Vol. 35. — P. 455—479.
- Wisnicki, Adrian S. (2009). «Charting the Frontier: Indigenous Geography, Arab-Nyamwezi Caravans, and the East African Expedition of 1856-59». Victorian Studies 51.1 (Aut.): 103-37.
- Wright, Thomas. The Life of Sir Richard Burton (англ.). — New York: G. P. Putnam's Sons[англ.], 1906. — Vol. Vols. 1 and 2. — ISBN 1-4264-1455-2. Архивировано 13 октября 2008 года.

## Культурные аллюзии
- Бёртона не раз цитирует в своих сочинениях Хорхе Луис Борхес.
- Бёртон является главным героем пенталогии Филиппа Хосе Фармера «Мир Реки».
- О Бёртоне написан биографический роман Ильи Троянова Собиратель земель (2006).
- В фильме «Лунные горы» (1990) Бёртон и Спик изображены как скорее любовники, чем соперники.
- Бёртон — главный герой фантастического романа Марка Ходдера «Загадочное дело Джека-Попрыгунчика», написанного в стиле альтернативной истории и стим-панка.

## Переводы
- Бертон Р. Ф. Личные записки о паломничестве в Медину и Мекку в 3 томах / Пер. с англ. Б. А. Зуева / Под лит. ред. д. ф. н., профессора Д. И. Ермоловича / под общей ред. д. ф. н., профессора М. Э. Конурбаева — М.: МАКС Пресс, 2021 — ISBN 978-5-31706605-5
- Бертон Р. Ф. Еврей, Цыган и Эль Ислам (2022) /Пер. с англ. С.А. Малимоновой. - М., 2022 - 323 с.. с ил. - ISBN 9785005648471.
- Бертон Р. Ф. Книга мечей. Холодное оружие сквозь тысячелетия / Пер. с англ. Д. А. Лихачева. — М.: «Центрполиграф», 2005. — 400 c.: ил. — ISBN 5-9524-1243-2.

Ориг. изд.: Richard Francis Burton. The Book of the Sword. London, Chatto and Windus, 1884.